# TeleNav
Telenav (NASDAQ: TNAV) è un'azienda di servizi di localizzazione senza fili statunitense che offre sistemi di navigazione GPS, ricerca locale, soluzione di navigazione per il settore automobilistico, pubblicità via cellulare, automatizzazione del flusso di lavoro.
Fu fondata nel 1999 a Sunnyvale, in California.
Nel 2015 ha siglato un accorto con Toyota per un sistema alternativo a Android Auto e CarPlay di navigazione satellitare per automobili.

## Prodotti
- ScoutGPS